# Skałoszczurowate
Skałoszczurowate (Petromuridae) – monotypowa rodzina ssaków należących do Phiomorpha – kladu będącego odpowiednikiem kladu Caviomorpha grupującego południowoamerykańskie gryzonie z infrarzędu jeżozwierzokształtnych (Hystricognathi) w obrębie rzędu gryzoni (Rodentia).

## Zasięg występowania
Rodzina obejmuje jeden żyjący współcześnie gatunek występujący w południowo-zachodniej Afryce. 

## Morfologia
Długość ciała (bez ogona) 135–224 mm, długość ogona 116–175 mm; masa ciała 88–285 g. 

## Systematyka
Rodzaj zdefiniował w 1831 roku szkocki przyrodnik Andrew Smith na łamach South African quarterly journal. Na gatunek typowy Smith wyznaczył (oznaczenie monotypowe) skałoszczura właściwego (P. typicus).

### Etymologia
Petromus (Petromys): gr. πετρα petra ‘skała’; μυς mus, μυος muos ‘mysz’.

### Podział systematyczny
Do rodziny należy jeden rodzaj skałoszczur (Petromus) z jednym występującym współcześnie gatunkiem: 
- Petromus typicus A. Smith, 1831 – skałoszczur właściwy

Opisano również gatunki wymarłe z terenów dzisiejszej Południowej Afryki:
- Petromus antiquus Sénégas, 2004[19] (pliocen)
- Petromus minor (Broom, 1939)[20] (plejstocen)